# Лашуки
Лашуки́ — село в Україні, у Седнівській селищній громаді Чернігівського району Чернігівської області.